# Йордан Читкушев
Йордан Драганов Читкушев е български просветен деец и етнограф от Македония.

## Биография
Роден е през 1865 година в град Велес, тогава в Османската империя, в семейството на Драган и Мария Читкушеви. Негови братя са Никола и Лазар, а сестра му е Екатерина, по мъж Танева.
В 1886 година завършва с първия випуск на Солунската българска гимназия. Става закратко български екзархийски учител. Събира български народни умотворения, които публикува в „Сборник за народни умотворения, наука и книжнина“.
Става помощник-архивар в Министерството на Народното просвещение в София, жени се за Ефка Пингова през 1891 година, но през 1893 година заболява тежко от пневмония. Умира след продължително боледуване на 16 февруари 1894 година и е погребан в гробищата на „Св. Спас“ в родния си град.